# Џангђакоу
Џангђакоу (张家口) град је у кинеској покрајини Хебеј. Према процени из 2009. у граду је живело 820.024 становника.

## Географија

### Клима
| Клима (Џангђакоу)  | Клима (Џангђакоу) | Клима (Џангђакоу) | Клима (Џангђакоу) | Клима (Џангђакоу) | Клима (Џангђакоу) | Клима (Џангђакоу) | Клима (Џангђакоу) | Клима (Џангђакоу) | Клима (Џангђакоу) | Клима (Џангђакоу) | Клима (Џангђакоу) | Клима (Џангђакоу) | Клима (Џангђакоу) |
| Показатељ \ Месец  | .Јан.             | .Феб.             | .Мар.             | .Апр.             | .Мај.             | .Јун.             | .Јул.             | .Авг.             | .Сеп.             | .Окт.             | .Нов.             | .Дец.             | .Год.             |
| ------------------ | ----------------- | ----------------- | ----------------- | ----------------- | ----------------- | ----------------- | ----------------- | ----------------- | ----------------- | ----------------- | ----------------- | ----------------- | ----------------- |
| [ тражи се извор ] |                   |                   |                   |                   |                   |                   |                   |                   |                   |                   |                   |                   |                   |

## Становништво
Према процени, у граду је 2009. живело 820.024 становника.
| 1990.   | 2000.   | 2009    |
| ------- | ------- | ------- |
| 328.472 | 548.508 | 820.024 |